# کالپرنیا آدامز
کالپرنیا آدامز (به انگلیسی: Calpernia Addams) (زاده ۲۰ فوریهٔ ۱۹۷۱) بازیگر آمریکایی است. او متولد نشویل، تنسی است.
او یک زن ترنس است.